# نقد شيفرة دافنشي

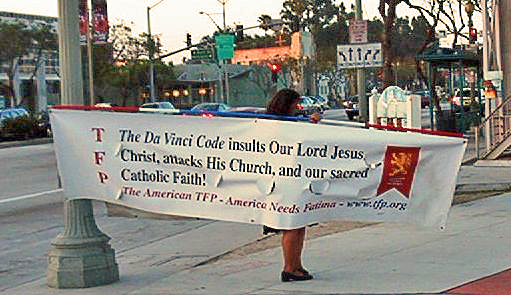
اندلعت الاحتجاجات خارج دار السينما، استاد باسيفيك كولفر، على الجانب الآخر من فندق كولفر (كولفر سيتي)، حوالي الساعة 7:30 مساءً، يوم 20 مايو 2006. حمل رجل وامرأة لافتات كبيرة وكان هناك عرض على طول الطريق

حازت رواية شيفرة دافنشي، المشوقة من تأليف دان براون، انتقادات وجدلًا بعد نشرها في عام 2003. تركزت العديد من الشكاوى على تكهنات الكتاب وتحريفاته للجوانب الأساسية للمسيحية وتاريخ الكنيسة الكاثوليكية. تم توجيه انتقادات إضافية نحو الأوصاف غير الدقيقة للكتاب للفن والتاريخ والعمارة والجغرافيا الأوروبية. 
كما وجه الروائي لويس بيرديو تهم انتهاك حقوق النشر ومؤلفي كتاب 1982 الدم المقدس والكأس المقدسة، الذي يطرح فرضية أن يسوع التاريخي تزوج مريم المجدلية ، وأن أطفالهم أو أحفادهم هاجروا إلى ما يعرف الآن بجنوب فرنسا، وتزوجوا من عائلات أصبحت سلالة الميروفنجيان، والتي يتم دعم مطالبتها بعرش فرنسا اليوم من قبل اخوية صهيون.  في عام 2006، حكمت محكمة لصالح براون، مشيرة إلى أنه بينما أشار إلى الكتاب في أجزاء من روايته، إلا أنه لم ينسخه بشكل جوهري. 